# Андреас Гранквіст
Андре́ас Гра́нквіст (швед. Andreas Granqvist, нар. 16 квітня 1985, Гельсінборг) — шведський футболіст, захисник.
Насамперед відомий виступами за клуби «Гронінген» та «Дженоа».
Найкращий шведський футболіст 2017 року.

## Клубна кар'єра
У дорослому футболі дебютував 2004 року виступами за команду клубу «Гельсінґборг», в якій провів три сезони, взявши участь у 72 матчах чемпіонату. Більшість часу, проведеного у складі «Гельсінґборга», був основним гравцем захисту команди.
На початку 2007 року молодий захисник перейшов до англійського клубу «Віган Атлетік». Закріпитися в команді не зміг, провів у її складі лише 16 офіційних ігор в різних турнірах і навесні 2008 повернувся до «Гельсінґборга» на умовах оренди.
У липні 2008 року перебрався до Нідерландів, уклавши чотирирічний контракт з місцевим клубом «Гронінген». Відіграв за команду з Гронінгена три сезони своєї ігрової кар'єри. Граючи у складі «Гронінгена» здебільшого виходив на поле в основному складі команди.
За рік до завершення контракту з «Гронінгеном» перейшов до італійського клубу «Дженоа», трансферна сума склала 2 мільйони євро. Відіграв за генуезький клуб 63 матчі в національному чемпіонаті.
Влітку 2013 року перейшов до російського «Краснодара».
2018 року повернувся до складу рідного «Гельсінґборга».

## Виступи за збірні
Протягом 2004–2006 років залучався до складу молодіжної збірної Швеції. На молодіжному рівні зіграв у 26 офіційних матчах.
2006 року дебютував в офіційних матчах у складі національної збірної Швеції. Наразі провів у формі головної команди країни 26 матчів, забивши 2 голи. У складі збірної був учасником чемпіонату Європи 2008 року в Австрії та Швейцарії, а також чемпіонату Європи 2012 року, що проходив у Польщі та Україні. 2016 року взяв участь у своєму третьому чемпіонаті Європи, який відбувався у Франції.
Згодом був одним з ключових гравців збірної у відборі до чемпіонату світу 2018, по результатах якого шведи кваліфікувалися для участі у мундіалі, сенсаційно здолавши у раунді плей-оф збірну Італії. Внесок Гранквіста в успіх цієї відбіркової кампанії був оцінений визнанням його найкращим шведським футболістом 2017 року. Отримавши це звання, захисник перервав десятиріччя домінування Златана Ібрагімовича як беззмінного найкращого футболіста країни. У травні 2018 року очікувано був включений до заявки національної команди для участі у фінальній частині ЧС-2018.
| Дата       | Місто                    | Господарі         | Результат        | Гості              | Турнір             | Голи | Примітки   |
| ---------- | ------------------------ | ----------------- | ---------------- | ------------------ | ------------------ | ---- | ---------- |
| 23-1-2006  | Абу-Дабі                 | Йорданія          | 0 – 0            | Швеція             | товариський матч   | -    |            |
| 12-9-2007  | Подгориця                | Чорногорія        | 1 – 2            | Швеція             | товариський матч   | -    |            |
| 26-5-2008  | Гетеборг                 | Швеція            | 1 – 0            | Словенія           | товариський матч   | -    |            |
| 19-11-2008 | Амстердам                | Нідерланди        | 3 – 1            | Швеція             | товариський матч   | -    |            |
| 11-2-2009  | Грац                     | Австрія           | 0 – 2            | Швеція             | товариський матч   | -    |            |
| 2-6-2010   | Мінськ                   | Білорусь          | 0 – 1            | Швеція             | товариський матч   | -    |            |
| 17-11-2010 | Гетеборг                 | Швеція            | 0 – 0            | Німеччина          | товариський матч   | -    |            |
| 7-9-2010   | Мальме                   | Швеція            | 6 – 0            | Сан-Марино         | Відбір до ЧЄ 2012  | 1    |            |
| 12-10-2010 | Амстердам                | Нідерланди        | 4 – 1            | Швеція             | Відбір до ЧЄ 2012  | 1    |            |
| 9-2-2011   | Нікосія                  | Швеція            | 1 – 1 (4-5 п.п.) | Україна            | товариський матч   | -    |            |
| 29-3-2011  | Стокгольм                | Швеція            | 2 – 1            | Молдова            | Відбір до ЧЄ 2012  | -    |            |
| 10-8-2011  | Харків                   | Україна           | 0 – 1            | Швеція             | товариський матч   | -    |            |
| 2-9-2011   | Будапешт                 | Угорщина          | 2 – 1            | Швеція             | Відбір до ЧЄ 2012  | -    |            |
| 6-9-2011   | Серравалле               | Сан-Марино        | 0 – 5            | Швеція             | Відбір до ЧЄ 2012  | -    |            |
| 11-11-2011 | Копенгаген               | Данія             | 2 – 0            | Швеція             | товариський матч   | -    |            |
| 30-5-2012  | Гетеборг                 | Швеція            | 3 – 2            | Ісландія           | товариський матч   | -    |            |
| 5-6-2012   | Стокгольм                | Швеція            | 2 – 1            | Сербія             | товариський матч   | -    |            |
| 29-2-2012  | Загреб                   | Хорватія          | 1 – 3            | Швеція             | товариський матч   | -    |            |
| 11-6-2012  | Київ                     | Україна           | 2 – 1            | Швеція             | ЧЄ 2012 - 1-й етап | -    |            |
| 15-6-2012  | Київ                     | Швеція            | 2 – 3            | Англія             | ЧЄ 2012 - 1-й етап | -    |            |
| 19-6-2012  | Київ                     | Швеція            | 2 – 0            | Франція            | ЧЄ 2012 - 1-й етап | -    |            |
| 15-8-2012  | Стокгольм                | Швеція            | 0 – 3            | Бразилія           | товариський матч   | -    |            |
| 6-9-2012   | Гельсінборг              | Швеція            | 1 – 0            | КНР                | товариський матч   | -    |            |
| 11-9-2012  | Мальме                   | Швеція            | 2 – 0            | Казахстан          | Відбір до ЧС 2014  | -    |            |
| 12-10-2012 | Торсгавн                 | Фарерські острови | 1 – 2            | Швеція             | Відбір до ЧС 2014  | -    |            |
| 16-10-2012 | Берлін                   | Німеччина         | 4 – 4            | Швеція             | Відбір до ЧС 2014  | -    |            |
| 14-11-2012 | Стокгольм                | Швеція            | 4 – 2            | Англія             | товариський матч   | -    |            |
| 6-2-2013   | Стокгольм                | Швеція            | 2 – 3            | Аргентина          | товариський матч   | -    |            |
| 22-3-2013  | Стокгольм                | Швеція            | 0 – 0            | Ірландія           | Відбір до ЧС 2014  | -    |            |
| 3-6-2013   | Мальме                   | Швеція            | 1 – 0            | Північна Македонія | товариський матч   | -    |            |
| 7-6-2013   | Відень                   | Австрія           | 2 – 1            | Швеція             | Відбір до ЧС 2014  | -    |            |
| 11-06-2013 | Стокгольм                | Швеція            | 2 – 0            | Фарерські острови  | Відбір до ЧС 2014  | -    | 79'        |
| 28-05-2014 | Копенгаген               | Данія             | 1 – 0            | Швеція             | товариський матч   | -    |            |
| 01-06-2014 | Стокгольм                | Швеція            | 0 – 2            | Бельгія            | товариський матч   | -    |            |
| 04-09-2014 | Стокгольм                | Швеція            | 2 – 0            | Естонія            | товариський матч   | -    |            |
| 08-09-2014 | Відень                   | Австрія           | 1 – 1            | Швеція             | Відбір до ЧЄ 2016  | -    |            |
| 09-10-2014 | Стокгольм                | Швеція            | 1 – 1            | Росія              | Відбір до ЧЄ 2016  | -    |            |
| 12-10-2014 | Стокгольм                | Швеція            | 2 – 0            | Ліхтенштейн        | Відбір до ЧЄ 2016  | -    |            |
| 15-11-2014 | Подгориця                | Чорногорія        | 1 – 1            | Швеція             | Відбір до ЧЄ 2016  | -    |            |
| 18-11-2014 | Марсель                  | Франція           | 1 – 0            | Швеція             | товариський матч   | -    |            |
| 27-03-2015 | Кишинів                  | Молдова           | 0 – 2            | Швеція             | Відбір до ЧЄ 2016  | -    | 4', 90'    |
| 31-03-2015 | Стокгольм                | Швеція            | 3 – 1            | Іран               | товариський матч   | -    |            |
| 05-09-2015 | Москва                   | Росія             | 1 – 0            | Швеція             | Відбір до ЧЄ 2016  | -    |            |
| 08-09-2015 | Стокгольм                | Швеція            | 1 – 4            | Австрія            | Відбір до ЧЄ 2016  | -    | 15'        |
| 09-10-2015 | Вадуц                    | Ліхтенштейн       | 0 – 2            | Швеція             | Відбір до ЧЄ 2016  | -    |            |
| 12-10-2015 | Стокгольм                | Швеція            | 2 – 0            | Молдова            | Відбір до ЧЄ 2016  | -    |            |
| 14-11-2015 | Стокгольм                | Швеція            | 2 – 1            | Данія              | Відбір до ЧЄ 2016  | -    |            |
| 17-11-2015 | Копенгаген               | Данія             | 2 – 2            | Швеція             | Відбір до ЧЄ 2016  | -    |            |
| 24-03-2016 | Анталья                  | Туреччина         | 2 – 1            | Швеція             | товариський матч   | 1    | кап.       |
| 29-03-2016 | Стокгольм                | Швеція            | 1 – 1            | Чехія              | товариський матч   | -    |            |
| 30-05-2016 | Мальме                   | Швеція            | 0 – 0            | Словенія           | товариський матч   | -    |            |
| 05-06-2016 | Стокгольм                | Швеція            | 3 – 0            | Уельс              | товариський матч   | -    |            |
| 13-06-2016 | Сен-Дені (Сена-Сен-Дені) | Ірландія          | 1 – 1            | Швеція             | ЧЄ 2016 - 1-й етап | -    |            |
| 17-06-2016 | Тулуза                   | Італія            | 1 – 0            | Швеція             | ЧЄ 2016 - 1-й етап | -    |            |
| 22-06-2016 | Ніцца                    | Швеція            | 0 – 1            | Бельгія            | ЧЄ 2016 - 1-й етап | -    |            |
| 06-09-2016 | Стокгольм                | Швеція            | 1 – 1            | Нідерланди         | Відбір до ЧС 2018  | -    | кап.       |
| 07-10-2016 | Люксембург               | Люксембург        | 0 – 1            | Швеція             | Відбір до ЧС 2018  | -    | кап.       |
| 10-10-2016 | Стокгольм                | Швеція            | 3 – 0            | Болгарія           | Відбір до ЧС 2018  | -    | кап.       |
| 11-11-2016 | Сен-Дені (Сена-Сен-Дені) | Франція           | 2 – 1            | Швеція             | Відбір до ЧС 2018  | -    | кап.       |
| 15-11-2016 | Будапешт                 | Угорщина          | 0 – 2            | Швеція             | товариський матч   | -    | кап. - 45' |
| 25-03-2017 | Стокгольм                | Швеція            | 4 – 0            | Білорусь           | Відбір до ЧС 2018  | -    | кап.       |
| 28-03-2017 | Фуншал                   | Португалія        | 2 – 3            | Швеція             | товариський матч   | -    | кап. - 45' |
| 09-06-2017 | Стокгольм                | Швеція            | 2 – 1            | Франція            | Відбір до ЧС 2018  | -    | кап.       |
| 31-08-2017 | Софія                    | Болгарія          | 3 – 2            | Швеція             | Відбір до ЧС 2018  | -    | кап.       |
| 03-09-2017 | Борисов                  | Білорусь          | 0 – 4            | Швеція             | Відбір до ЧС 2018  | 1    | кап.       |
| 07-10-2017 | Стокгольм                | Швеція            | 8 – 0            | Люксембург         | Відбір до ЧС 2018  | 2    | кап.       |
| 10-10-2017 | Амстердам                | Нідерланди        | 2 – 0            | Швеція             | Відбір до ЧС 2018  | -    | кап. - 81' |
| 10-11-2017 | Стокгольм                | Швеція            | 1 – 0            | Італія             | Відбір до ЧС 2018  | -    | кап.       |
| 13-11-2017 | Мілан                    | Італія            | 0 – 0            | Швеція             | Відбір до ЧС 2018  | -    | кап.       |
| 24-03-2018 | Стокгольм                | Швеція            | 1 – 2            | Чилі               | товариський матч   | -    | кап.       |
| Усього     |                          | Матчів            | 70               |                    | Голів              | 6    |            |

## Титули і досягнення
- Найкращий шведський футболіст року: 2017